# Championnat d'Écosse de football 1923-1924
Navigation
Édition précédente Édition suivante
La 34e édition du championnat d'Écosse de football est remportée par les Rangers FC. C’est le treizième titre de champion du club de Glasgow. Les Rangers gagnent avec neuf points d’avance sur les Airdrieonians. Le Celtic FC complète le podium.
Le système de promotion/relégation reste en place: descente et montée automatique, sans matchs de barrage pour les deux derniers de première division et les deux premiers de deuxième division. Alloa Athletic et Albion Rovers descendent en deuxième division. Ils sont remplacés pour la saison 1923/24 par Queen's Park FC et Clydebank FC .
Avec 38 buts marqués en 38 matchs, Dave Halliday de Dundee FC remporte pour la première fois le titre de meilleur buteur du championnat.

## Les clubs de l'édition 1923-1924
| Club                              | Ville      |
| --------------------------------- | ---------- |
| Aberdeen Football Club            | Aberdeen   |
| Ayr United Football Club          | Ayr        |
| Airdrieonians Football Club       | Airdrie    |
| Celtic Football Club              | Glasgow    |
| Clyde Football Club               | Glasgow    |
| Clydebank Football Club           | Clydebank  |
| Dundee Football Club              | Dundee     |
| Falkirk Football Club             | Falkirk    |
| Greenock Morton Football Club     | Greenock   |
| Hamilton Academical Football Club | Hamilton   |
| Heart of Midlothian Football Club | Édimbourg  |
| Hibernian Football Club           | Leith      |
| Kilmarnock Football Club          | Kilmarnock |
| Motherwell Football Club          | Motherwell |
| Partick Thistle Football Club     | Glasgow    |
| Queen's Park Football Club        | Glasgow    |
| Raith Rovers Football Club        | Kirkcaldy  |
| Rangers Football Club             | Glasgow    |
| Saint Mirren Football Club        | Paisley    |
| Third Lanark Athletic Club        | Glasgow    |

## Compétition

### Classement
Le classement est établi sur le barème de points classique (victoire à 2 points, match nul à 1, défaite à 0).
| Rang | Équipe              | Pts | J  | G  | N  | P  | Bp | Bc | Diff |
| ---- | ------------------- | --- | -- | -- | -- | -- | -- | -- | ---- |
| 1    | Rangers FC T        | 59  | 38 | 25 | 9  | 4  | 72 | 29 | +43  |
| 2    | Airdrieonians       | 50  | 38 | 20 | 10 | 8  | 72 | 46 | +26  |
| 3    | Celtic FC           | 46  | 38 | 17 | 12 | 9  | 56 | 33 | +23  |
| 4    | Raith Rovers        | 43  | 38 | 18 | 7  | 13 | 56 | 38 | +18  |
| 5    | Dundee FC           | 43  | 38 | 15 | 13 | 10 | 70 | 57 | +13  |
| 6    | Saint Mirren        | 42  | 38 | 15 | 12 | 11 | 53 | 45 | +8   |
| 7    | Hibernian FC        | 41  | 38 | 15 | 11 | 12 | 66 | 52 | +14  |
| 8    | Partick Thistle FC  | 39  | 38 | 15 | 9  | 14 | 58 | 55 | +3   |
| 9    | Heart of Midlothian | 38  | 38 | 14 | 10 | 14 | 61 | 50 | +11  |
| 10   | Motherwell FC       | 37  | 38 | 15 | 7  | 16 | 58 | 63 | -5   |
| 11   | Greenock Morton     | 37  | 38 | 16 | 5  | 17 | 48 | 54 | -6   |
| 12   | Hamilton Academical | 36  | 38 | 15 | 6  | 17 | 52 | 57 | -5   |
| 13   | Aberdeen FC         | 36  | 38 | 13 | 10 | 15 | 37 | 41 | -4   |
| 14   | Ayr United          | 34  | 38 | 12 | 10 | 16 | 38 | 60 | -22  |
| 15   | Falkirk FC          | 32  | 38 | 13 | 6  | 19 | 46 | 53 | -7   |
| 16   | Kilmarnock FC       | 32  | 38 | 12 | 8  | 18 | 48 | 65 | -17  |
| 17   | Queen's Park FC     | 31  | 38 | 11 | 9  | 18 | 43 | 60 | -17  |
| 18   | Third Lanark AC     | 30  | 38 | 11 | 8  | 19 | 54 | 78 | -24  |
| 19   | Clyde FC            | 29  | 38 | 10 | 9  | 19 | 40 | 70 | -30  |
| 20   | Clydebank FC        | 25  | 38 | 10 | 5  | 23 | 42 | 71 | -29  |

| Légende : Qualifications et relégations | Légende : Qualifications et relégations |
| --------------------------------------- | --------------------------------------- |
|                                         | Champion d'Écosse                       |
|                                         | Relégation en deuxième division         |
|                                         | T : Tenant du titre                     |

## Bilan de la saison
| Tableau d'Honneur                |               |
| Compétition                      | Vainqueur     |
| Championnat d'Écosse de football | Rangers FC    |
| Coupe d'Écosse de football       | Airdrieonians |

| Promotions et relégations |                                |
| Promus                    | Cowdenbeath FC Saint Johnstone |
| Relégués                  | Clyde FC Clydebank FC          |

## Statistiques

### Meilleur buteur
1. Dave Halliday, Dundee FC, 38 buts